# Fossé (Loir-et-Cher)
Fossé település Franciaországban, Loir-et-Cher megyében. Lakosainak száma 1270 fő (2022. január 1.). Fossé Blois, Averdon, La Chapelle-Vendômoise, Marolles, Saint-Bohaire, Saint-Lubin-en-Vergonnois, Saint-Sulpice-de-Pommeray és Villebarou községekkel határos.

## Népesség
A település népességének változása:
| Lakosok száma | 329  | 781  | 862  | 969  | 1309 | 1321 | 1308 | 1309 | 1307 | 1270 |
|               | 1968 | 1982 | 1990 | 2006 | 2013 | 2015 | 2017 | 2019 | 2020 | 2022 |